# Dubá
Dubá (deutsch Dauba) ist eine Stadt des Okres Česká Lípa in der Region Liberec in der Tschechischen Republik.

## Geographische Lage
Die Stadt liegt im Norden Böhmens.
Östlich von Schloss Nový Berštejn (Neuperstein) entspringt das Flüsschen Liběchovka, die den Ort in weitem Bogen umfließt. Sie wird bei Mlýnek (Frauenmühle) im Černý rybník (Schwarzer Teich), an dem sich ein Campingplatz befindet, gestaut. Unterhalb dieses Teiches wurde das früher als Weideland genutzte Tal des Flüsschens seit der Mitte des 20. Jahrhunderts naturbelassen. Das Tal der Liběchovka südlich von Dubá ist heute ein Sumpfgebiet und zum Naturschutzgebiet erklärt worden.

## Geschichte

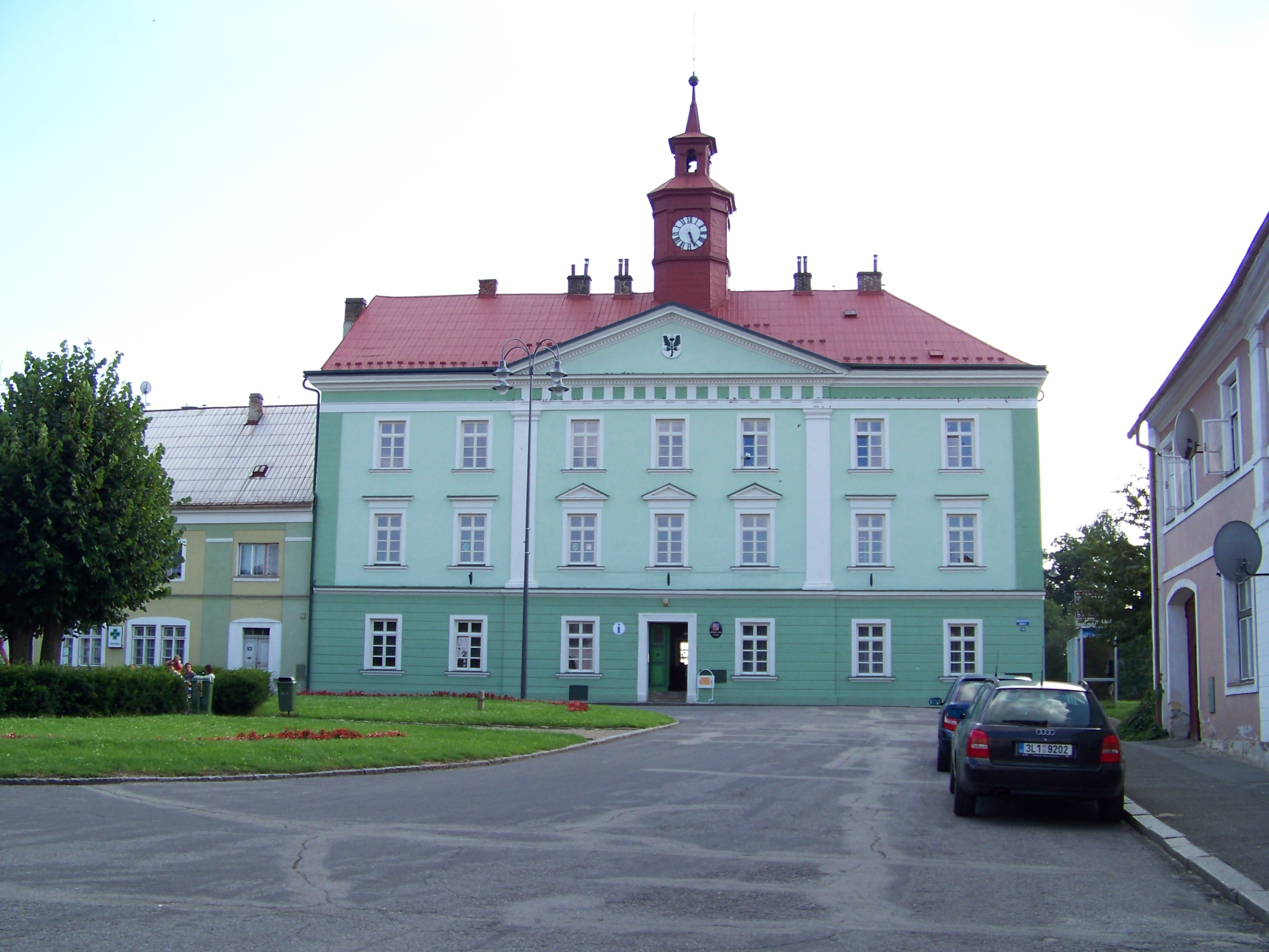
Rathaus

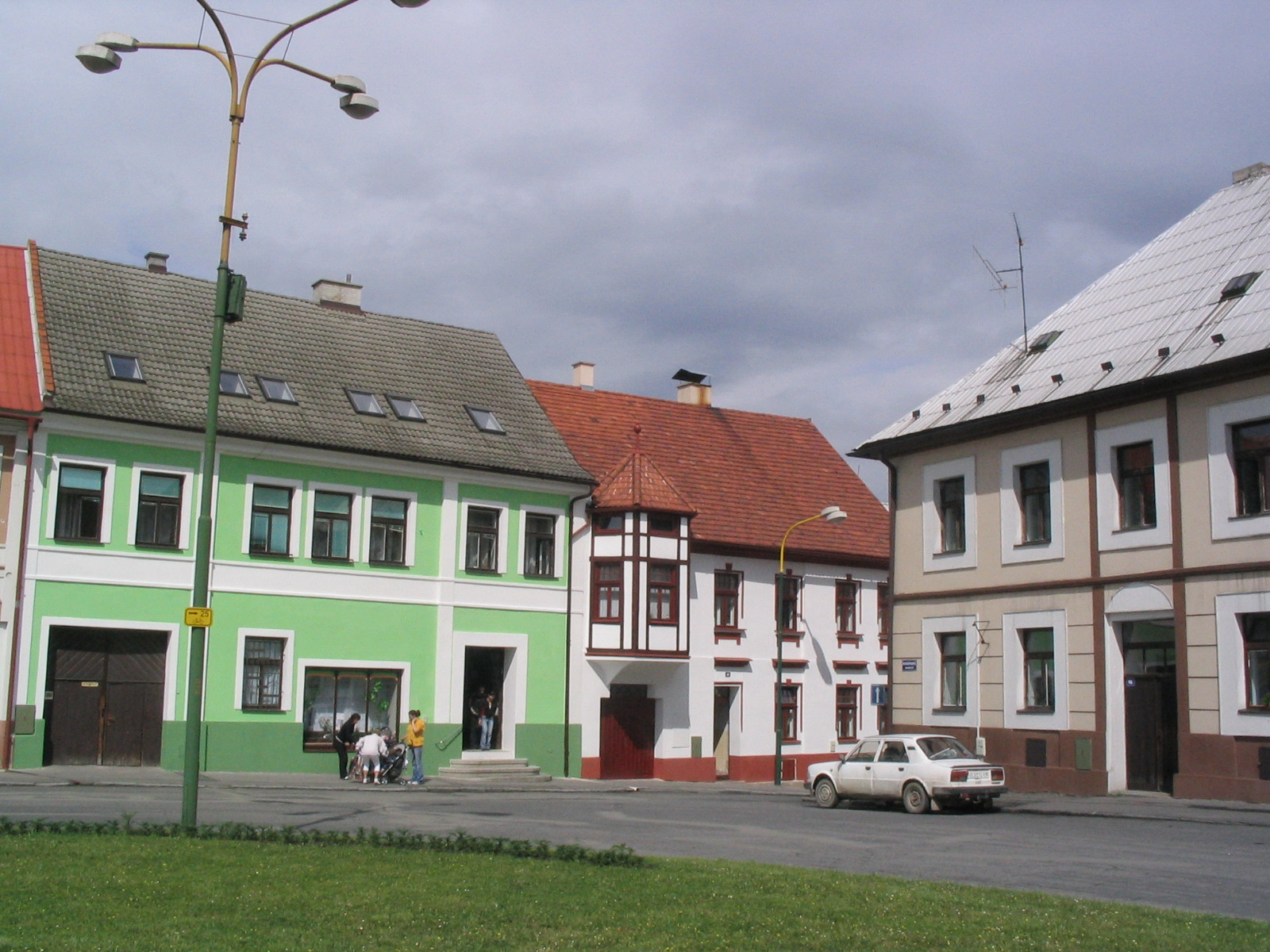
Marktplatz

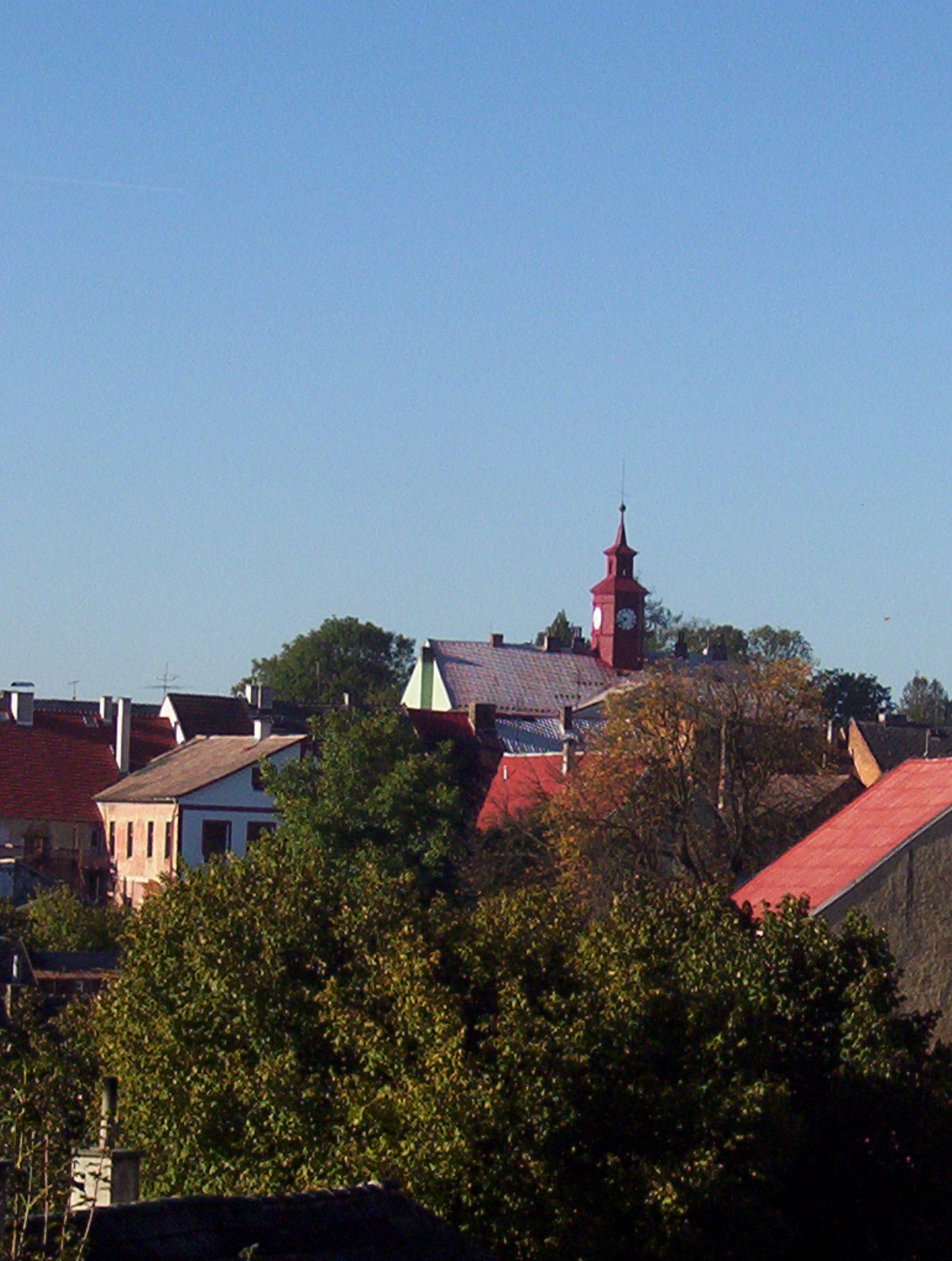
Stadtpanorama

Dubá ist eine altslawische Siedlung und ein prähistorischer Markt. Davon zeugen zahlreiche Knochenfunde und Schmuck aus der Zeit der Herrschaft des Vratislav II. Seit dem 13. Jahrhundert wird das Geschlecht der Herren von Dubá erwähnt. Später befanden sich Stadt und Herrschaft im Besitz der Berka von Dubá.
Nach Beteiligung von Václav Berka am böhmischen Aufstand wurde die Herrschaft Dauba konfisziert und gelangte 1622 als Teil eines Besitzkonglomerats, das sich von Melnik bis zum Riesengebirge erstreckte, in die Hand von Wallenstein. Nächster Eigentümer wurde zum Dank für seine Beteiligung an der Ermordung Wallensteins 1634 der irische Offizier Walter Butler (Oberst).
Butlers Nachkommen veräußerten die Herrschaft Dauba 1723 an den Grafen Franz Karl Rudolph Sweets-Sporck. 1810 wurde sie von den im benachbarten Hirschberg am See ansässigen Grafen Waldstein erworben. 1850, mit Einführung der städtischen Selbstverwaltung, wurde aus der Herrschaft Dauba ein Land- und Forstgut. Dieses kam 1920 an Tomáš Maglič, den Generaldirektor der Škoda-Werke in Pilsen, 1935 an die Familie Kabát und 1939 an die Familie Wedel.
Die Entwicklung der Stadt wurde durch Pest, Kriege und zahlreiche Brände beeinträchtigt. An das im 19. Jahrhundert entstandene Eisenbahnnetz erhielt Dauba keinen Anschluss, und es kam nicht zur Ansiedlung von Industriebetrieben. Stattdessen blühte das Daubaer Handwerk. Im Jahre 1832 zählte es 159 Meister, darunter 15 Schneider-, 14 Schuhmacher- und neun Bäckermeister.
Nach dem Ersten Weltkrieg wurde die deutsch besiedelte Stadt 1919 der neu geschaffenen Tschechoslowakei zugeschlagen. Seit dem Münchner Abkommen gehörte die Stadt von 1938 bis 1945 zum Landkreis Dauba im Reichsgau Sudetenland, Regierungsbezirk Aussig, des Deutschen Reichs. Die Stadt Dauba hatte am 1. Dezember 1930 1.565 Einwohner, am 17. Mai 1939 waren es 1.474.

### Demographie
Bis 1945 war Dauba überwiegend von Deutschböhmen besiedelt, die vertrieben wurden.
| Jahr | Einwohner | Anmerkungen         |
| ---- | --------- | ------------------- |
| 1830 | 1.254     | in 213 Häusern      |
| 1900 | 1.896     | deutsche Einwohner  |
| 1930 | 1.417     | davon 167 Tschechen |
| 1939 | 1.472     | [ 7 ]               |

| Jahr      | 1947  | 1970  | 1980  | 1991  | 2001  | 2003  |
| --------- | ----- | ----- | ----- | ----- | ----- | ----- |
| Einwohner | 1.237 | 2.116 | 1.999 | 1.723 | 1.757 | 1.753 |

## Stadtgliederung
Die Stadt besteht aus 20 Ortsteilen mit zahlreichen weiteren Wohnplätzen:
- Bukovec (Buckholz) mit Bukovecký Mlýn (Buckholzer Mühle)
- Deštná (Töschen)
- Dražejov (Draschen) mit Heřmánky u Dražejova (Hirschmantel bei Draschen)
- Dřevčice (Sebitsch) mit Dolský Mlýn (Gründelmühle), Máselnik (Butterberg) und Poustka (Pauska)
- Dubá (Dauba) mit Krčma (Kratschen), Rozprechtice (Roßpresse) und Vrabcov (Frapsgraben)
- Heřmánky (Hirschmantel am Willhoscht) mit Dolní Heřmánky (Unterhirschmantel) und Horní Heřmánky (Oberhirschmantel)
- Horky (Horka) mit Horecký Důl (Horkagrund)
- Horní Dubová Hora (Ober Eichberg)
- Kluk (Kluck)
- Korce (Kortschen)
- Křenov (Schönau) mit Křenovský Mlýn (Schönauer Mühle)
- Lhota (Wellhütta)
- Nedamov (Nedam) mit Březinka (Brezinka) und Mlýnek (Frauenmühle)
- Nedvězí (Nedoweska)
- Nový Berštejn (Neuperstein)
- Panská Ves (Herrndorf)
- Plešivec (Kahlenberg)
- Sušice (Oschitz)
- Zakšín (Sakschen) mit Zakšínský Vrch (Häuselkamm)
- Zátyní (Sattai) mit Lešnice (Leschnitz)

Grundsiedlungseinheiten sind Bukovec, Deštná, Dražejov, Dřevčice, Dubá, Heřmánky, Horky, Korce, Křenov, Lhota, Nedamov, Nedvězí, Nový Berštejn, Panská Ves, Plešivec, Zakšín und Zátyní.
Das Gebiet dehnt sich vom 614 m hohen Vlhošť (Willhoscht) im Norden bis in die Sandsteinfelsen der Daubaer Schweiz im Süden aus. Viele der kleinen Siedlungsplätze sind slawische Rundlinge und liegen verstreut auf den Hochflächen. Die Zahl der Einwohner dieser Orte ist stark zurückgegangen, und mehrere Ansiedlungen bestehen heute ausschließlich aus Ferienhäusern. Einige dieser Siedlungen wurden im 20. Jahrhundert ganz verlassen und bestehen nicht mehr.
Das Gemeindegebiet gliedert sich in die Katastralbezirke Deštná u Dubé, Dražejov u Dubé, Dřevčice, Dubá, Heřmánky, Horky u Dubé, Korce, Lhota u Dřevčic, Nedamov, Zakšín und Zátyní.

## Sehenswürdigkeiten
- Die Kirche der Kreuzauffindung wurde Mitte des 18. Jahrhunderts im Barock-Stil erbaut. Entworfen wurde sie von Anselmo Lurago. Im Inneren findet man zahlreiche Gemälde und Schnitzereien sowie eine mit Engeln verzierte Orgel.
- Technisches Denkmal Hopfendarre, erinnert an die Zeit des Hopfenanbaus in der Gegend.
- Burg Houska bei Blatce
- Burg Chudý Hrádek bei Dolský Mlýn (Gründelmühle)
- Čap bei Tuhaň
- Burg Starý Berštejn bei Vrchovany

## Söhne und Töchter der Stadt
- Franz Xaver Steinmetzer (1879–1945), römisch-katholischer Theologe, Religionswissenschaftler, Orientalist, Assyriologe und Autor
- Ernst Nepo (1895–1971), österreichischer Maler
- Adalbert Langer (1905–1994), deutscher Jurist
- Berthold Seliger (1928–2020), deutscher Raketenkonstrukteur
- Gerold Tietz (1941–2009), deutscher Schriftsteller
- Wilhelm Topsch (* 1941), deutscher Pädagoge und Schriftsteller
- Alfred Kirpal (1944–2010), deutscher Elektrotechniker